# Cubo snub
O Cubo snub é um Sólido de Arquimedes.
É obtido por snubificação do cubo.
Tem no total 38 faces: 6 quadrados e 32 triângulos equiláteros.
O Cubo snub tem 24 vértices e 60 arestas.
O Poliedro dual do Cubo snub é o Icositetraedro pentagonal.
Tem duas formas distintas, que são imagem de espelho uma da outra.

## Área e volume
Área A e o volume V de um Cubo snub de lado a:
{\displaystyle A=(6+8{\sqrt {3}})~a^{2}\approx 19,856406460~a^{2}}
{\displaystyle V\approx 7,889477400~a^{3}}